# 玉造郡
- 令制国一覧 > 東山道 > 陸前国 > 玉造郡
- 日本 > 東北地方 > 宮城県 > 玉造郡

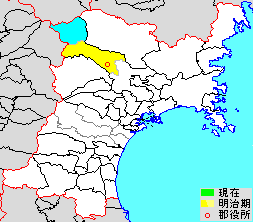
宮城県玉造郡の範囲（水色:後に他郡から編入された区域）

玉造郡（たまつくりぐん）は、宮城県（陸奥国・陸前国）にあった郡。 

## 郡域
1878年（明治11年）に行政区画として発足した当時の郡域は、大崎市の一部（岩出山各町および鳴子温泉、古川大崎、古川新田、古川南沢、古川清水）の区域にあたる。なお、同年に大崎市鳴子温泉鬼首を栗原郡から編入した。

## 歴史
『続日本紀』によれば、和銅6年（713年）12月2日に丹取郡が新設され、神亀5年（728年）には丹取軍団が玉作軍団と改称したとある。これらの記事から、この頃に丹取郡が分割されて玉造郡などが成立したと考えられている。当時の玉造郡域は、天平五柵の一つ玉造柵（名生館官衙遺跡がその遺構と考えられている）があった重要な軍事拠点で、陸奥国北辺では唯一軍団が配置されていた。
10世紀前半に成立した『和名類聚抄』には、府見郷・玉造郷・信太郷・余戸郷の4郷が玉造郡に属したとある。

### 近世以降の沿革
- 幕末の時点では陸奥国に所属し、全域が仙台藩領であった。「旧高旧領取調帳」に記載されている明治初年時点に存在した村は以下の通り。（1郷20村）

岩出山本郷、南沢村、伏見村、新田村、磯田村、成田村、名生村、上真山村、下真山村、葛岡村、鳴子村、大口村、名生定村、鵙田村、上宮村、下宮村、上一栗村、下一栗村、上野目村、下野目村、三丁目村
- 明治元年
  - 9月24日（1868年11月8日） - 仙台藩主伊達慶邦が薩長軍に降伏。全領土62万石を没収される。
  - 12月7日（1869年1月19日） - 陸奥国が分割され、本郡は陸前国の所属となる。
  - 12月12日（1869年1月24日） - 伊達亀三郎（慶邦の子）に旧領のうち28万石が与えられ仙台藩が復活。本郡は仙台藩領となる。
- 明治4年
  - 7月14日（1871年8月19日） - 廃藩置県により仙台県（第1次）となる。
  - 11月2日（1871年12月13日） - 第1次府県統合により一関県の管轄となる。
  - 12月13日（1872年1月22日） - 一関県が水沢県に改称。
- 明治5年4月9日（1872年6月10日） - 大区小区制施行。
- 明治8年（1875年）
  - 10月17日[3] - 以下の各村の統合が行われる。（1郷13村）
    - 大崎村 ← 名生村、伏見村
    - 上山里村 ← 上真山村、葛岡村
    - 下山里村 ← 下真山村、磯田村
    - 清水村 ← 成田村、三丁目村
    - 池月村 ← 鵙田村、上一栗村、上宮村、下宮村

  - 11月22日 - 水沢県が磐井県に改称。
- 明治9年（1876年）
  - 4月18日 - 第2次府県統合により宮城県の管轄となる。
  - 11月 - 区の再編により、志田郡・遠田郡・加美郡と共に宮城県第1大区となる。

| 宮城県第3大区（全13小区。志田郡・遠田郡・玉造郡10～11・加美郡） | 宮城県第3大区（全13小区。志田郡・遠田郡・玉造郡10～11・加美郡）          |
| 小区                                                            | 所属村                                                                   |
| --------------------------------------------------------------- | ------------------------------------------------------------------------ |
| 小10区                                                          | 岩出山本郷・大崎村・清水村・新田村・南沢村・下野目村                     |
| 小11区                                                          | 池月村・下一栗村・上山里村・下中里村・上野目村・鳴子村・大口村・名生定村 |

- 明治11年（1878年）
  - 10月21日 - 郡区町村編制法の宮城県での施行により、行政区画としての玉造郡が発足。「志田玉造郡役所」が志田郡古川村に設置され、同郡とともに管轄。同日大区小区制を廃止。
  - 10月29日[4] - 栗原郡鬼首村の所属郡が本郡に変更。（1郷14村）

### 町村制以降の沿革

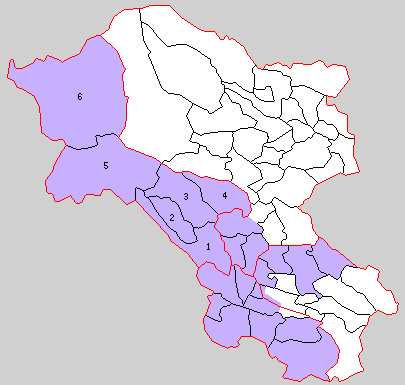
1.大崎村 2.岩出山町 3.一栗村 4.真山村 5.温泉村 6.鬼首村（紫：大崎市）

- 明治22年（1889年）4月1日 - 町村制の施行により、以下の町村が発足[5]。全域が現・大崎市。（1町5村）

  - 大崎村 ← 大崎村、新田村、南沢村、清水村、下野目村
  - 岩出山町（岩出山本郷が単独町制）
  - 一栗村 ← 池月村、下一栗村、上野目村
  - 真山村 ← 上山里村、下山里村
  - 温泉村 ← 鳴子村、大口村、名生定村
  - 鬼首村（単独村制）
- 明治27年（1894年）4月1日 - 郡制を施行。郡役所が岩出山町に設置。
- 明治29年（1896年）4月1日 - 大崎村が分割し、西大崎村（南沢・下野目）と東大崎村（大崎・清水・新田）が発足。（1町6村）
- 大正10年（1921年）4月20日 - 温泉村が分割し、鳴子町（鳴子）と川渡村（名生定・大口）が発足。（2町6村）
- 大正12年（1923年）4月1日 - 郡会が廃止。郡役所は存続。
- 大正15年（1926年）7月1日 - 郡役所が廃止。以降は地域区分名称となる。
- 昭和25年（1950年）12月16日 - 東大崎村が古川市に編入。（2町5村）
- 昭和29年（1954年）4月1日（2町）
  - 鳴子町・川渡村・鬼首村が合併し、改めて鳴子町が発足。
  - 岩出山町・一栗村・真山村・西大崎村が合併し、改めて岩出山町が発足。
- 昭和30年（1955年）4月1日 - 岩出山町の一部（南沢の一部）[6]が古川市に編入。
- 昭和32年（1957年）4月10日 - 岩出山町の一部（南沢の一部）[7]が古川市に編入。
- 平成18年（2006年）3月31日 - 岩出山町・鳴子町が古川市・志田郡鹿島台町・三本木町・松山町・遠田郡田尻町と合併して大崎市が発足。同日玉造郡消滅。

### 変遷表
| 藩政期       | 藩政期       | 明治元年 - 明治22年3月末      | 明治22年 4月1日 町村制施行 | 明治22年 - 大正15年     | 昭和元年 - 昭和29年           | 昭和30年 - 昭和64年         | 昭和30年 - 昭和64年          | 平成元年 - 現在        | 現在   |
| ------------ | ------------ | ----------------------------- | -------------------------- | ----------------------- | ----------------------------- | --------------------------- | ---------------------------- | ---------------------- | ------ |
| 岩出山本郷   | 岩出山本郷   | 岩出山本郷                    | 岩出山町                   | 岩出山町                | 昭和29年4月1日 岩出山町       | 岩出山町                    | 岩出山町                     | 平成18年3月31日 大崎市 | 大崎市 |
| 上真山村     | 上真山村     | 明治8年10月17日 上山里村      | 真山村                     | 真山村                  | 昭和29年4月1日 岩出山町       | 岩出山町                    | 岩出山町                     | 平成18年3月31日 大崎市 | 大崎市 |
| 葛岡村       |              | 明治8年10月17日 上山里村      | 真山村                     | 真山村                  | 昭和29年4月1日 岩出山町       | 岩出山町                    | 岩出山町                     | 平成18年3月31日 大崎市 | 大崎市 |
| 下真山村     | 下真山村     | 明治8年10月17日 下山里村      | 真山村                     | 真山村                  | 昭和29年4月1日 岩出山町       | 岩出山町                    | 岩出山町                     | 平成18年3月31日 大崎市 | 大崎市 |
| 磯田村       |              | 明治8年10月17日 下山里村      | 真山村                     | 真山村                  | 昭和29年4月1日 岩出山町       | 岩出山町                    | 岩出山町                     | 平成18年3月31日 大崎市 | 大崎市 |
| 鵙目村       | 鵙目村       | 明治8年10月17日 池月村        | 一栗村                     | 一栗村                  | 昭和29年4月1日 岩出山町       | 岩出山町                    | 岩出山町                     | 平成18年3月31日 大崎市 | 大崎市 |
| 上宮村       |              | 明治8年10月17日 池月村        | 一栗村                     | 一栗村                  | 昭和29年4月1日 岩出山町       | 岩出山町                    | 岩出山町                     | 平成18年3月31日 大崎市 | 大崎市 |
| 下宮村       |              | 明治8年10月17日 池月村        | 一栗村                     | 一栗村                  | 昭和29年4月1日 岩出山町       | 岩出山町                    | 岩出山町                     | 平成18年3月31日 大崎市 | 大崎市 |
| 上一栗村     |              | 明治8年10月17日 池月村        | 一栗村                     | 一栗村                  | 昭和29年4月1日 岩出山町       | 岩出山町                    | 岩出山町                     | 平成18年3月31日 大崎市 | 大崎市 |
| 下一栗村     |              |                               | 一栗村                     | 一栗村                  | 昭和29年4月1日 岩出山町       | 岩出山町                    | 岩出山町                     | 平成18年3月31日 大崎市 | 大崎市 |
| 上野目村     |              |                               | 一栗村                     | 一栗村                  | 昭和29年4月1日 岩出山町       | 岩出山町                    | 岩出山町                     | 平成18年3月31日 大崎市 | 大崎市 |
| 下野目村     | 下野目村     | 下野目村                      | 大崎村                     | 明治29年4月1日 西大崎村 | 昭和29年4月1日 岩出山町       | 岩出山町                    | 岩出山町                     | 平成18年3月31日 大崎市 | 大崎市 |
| 南沢村       | 一部         | 南沢村                        | 大崎村                     | 明治29年4月1日 西大崎村 | 昭和29年4月1日 岩出山町       | 岩出山町                    | 岩出山町                     | 平成18年3月31日 大崎市 | 大崎市 |
| 南沢村       | [ 7 ]        | 南沢村                        | 大崎村                     | 明治29年4月1日 西大崎村 | 昭和29年4月1日 岩出山町       | 岩出山町                    | 昭和32年4月10日 古川市に編入 | 平成18年3月31日 大崎市 | 大崎市 |
| 南沢村       | [ 6 ]        | 南沢村                        | 大崎村                     | 明治29年4月1日 西大崎村 | 昭和29年4月1日 岩出山町       | 昭和30年4月1日 古川市に編入 | 古川市                       | 平成18年3月31日 大崎市 | 大崎市 |
| 名生村       | 名生村       | 明治8年10月17日 大崎村        | 大崎村                     | 明治29年4月1日 東大崎村 | 昭和25年12月16日 古川市に編入 | 古川市                      | 古川市                       | 平成18年3月31日 大崎市 | 大崎市 |
| 伏見村       |              | 明治8年10月17日 大崎村        | 大崎村                     | 明治29年4月1日 東大崎村 | 昭和25年12月16日 古川市に編入 | 古川市                      | 古川市                       | 平成18年3月31日 大崎市 | 大崎市 |
| 三丁目村     | 三丁目村     | 明治8年10月17日 清水村        | 大崎村                     | 明治29年4月1日 東大崎村 | 昭和25年12月16日 古川市に編入 | 古川市                      | 古川市                       | 平成18年3月31日 大崎市 | 大崎市 |
| 成田村       |              | 明治8年10月17日 清水村        | 大崎村                     | 明治29年4月1日 東大崎村 | 昭和25年12月16日 古川市に編入 | 古川市                      | 古川市                       | 平成18年3月31日 大崎市 | 大崎市 |
| 新田村       |              |                               | 大崎村                     | 明治29年4月1日 東大崎村 | 昭和25年12月16日 古川市に編入 | 古川市                      | 古川市                       | 平成18年3月31日 大崎市 | 大崎市 |
| 鳴子村       | 鳴子村       | 鳴子村                        | 温泉村                     | 大正10年4月20日 鳴子町  | 昭和29年4月1日 鳴子町         | 鳴子町                      | 鳴子町                       | 平成18年3月31日 大崎市 | 大崎市 |
| 大口村       | 大口村       | 大口村                        | 温泉村                     | 大正10年4月20日 川渡村  | 昭和29年4月1日 鳴子町         | 鳴子町                      | 鳴子町                       | 平成18年3月31日 大崎市 | 大崎市 |
| 名生定村     |              |                               | 温泉村                     | 大正10年4月20日 川渡村  | 昭和29年4月1日 鳴子町         | 鳴子町                      | 鳴子町                       | 平成18年3月31日 大崎市 | 大崎市 |
| 栗原郡鬼首村 | 栗原郡鬼首村 | 明治11年10月29日 玉造郡鬼首村 | 鬼首村                     | 鬼首村                  | 昭和29年4月1日 鳴子町         | 鳴子町                      | 鳴子町                       | 平成18年3月31日 大崎市 | 大崎市 |

## 行政
志田・玉造郡長
| 代 | 氏名         | 就任年月日                 | 退任年月日                | 備考                |
| -- | ------------ | -------------------------- | ------------------------- | ------------------- |
| 1  | 金成善左衛門 | 明治11年（1878年）11月18日 | 明治14年（1881年）8月     |                     |
| 2  | 秋山峻       | 明治14年（1881年）8月      | 明治16年（1883年）2月     |                     |
| 3  | 戸沢精一郎   | 明治16年（1883年）2月      | 明治19年（1886年）8月     |                     |
| 4  | 遠藤庸吾     | 明治19年（1886年）8月      | 明治19年（1886年）9月     |                     |
| 5  | 熱海孫十郎   | 明治19年（1886年）11月     | 明治22年（1889年）11月    |                     |
| 6  | 武者伝次郎   | 明治22年（1889年）11月     | 明治23年（1890年）7月     |                     |
| 7  | 八乙女盛次   | 明治23年（1890年）7月      | 明治23年（1890年）11月    |                     |
| 8  | 林通故       | 明治23年（1890年）11月     | 明治25年（1892年）10月    |                     |
| 9  | 宮沢実啓     | 明治25年（1892年）11月     | 明治27年（1894年）3月31日 | 廃官 志田郡長へ転任 |

玉造郡長
| 代 | 氏名         | 就任年月日                 | 退任年月日                 | 備考                   |
| -- | ------------ | -------------------------- | -------------------------- | ---------------------- |
| 1  | 佐藤文衛     | 明治27年（1894年）4月      | 明治29年（1896年）12月     |                        |
| 2  | 黒田良正     | 明治29年（1896年）12月     | 明治37年（1904年）12月23日 |                        |
| 3  | 菅原通実     | 明治37年（1904年）12月23日 | 明治39年（1906年）2月28日  |                        |
| 4  | 清野喜左衛門 | 明治39年（1906年）2月28日  | 明治40年（1907年）8月10日  |                        |
| 5  | 成毛基雄     | 明治40年（1907年）8月10日  | 明治44年（1911年）5月      |                        |
| 6  | 小倉信光     | 明治44年（1911年）5月      | 明治45年（1912年）5月      |                        |
| 7  | 宮城寅蔵     | 明治45年（1912年）5月      | 大正2年（1913年）8月       |                        |
| 8  | 高橋克己     | 大正2年（1913年）8月       | 大正3年（1914年）12月      |                        |
| 9  | 兼子悌次     | 大正3年（1914年）12月      | 大正5年（1916年）12月      |                        |
| 10 | 石崎寅吉     | 大正5年（1916年）12月      | 大正6年（1917年）7月       |                        |
| 11 | 卯埜正路     | 大正6年（1917年）7月       | 大正9年（1920年）4月       |                        |
| 12 | 渡辺寿       | 大正9年（1920年）4月       | 大正9年（1920年）7月       |                        |
| 13 | 佐藤静治     | 大正9年（1920年）7月       | 大正11年（1922年）4月      |                        |
| 14 | 村上金四郎   | 大正11年（1922年）4月      | 大正12年（1923年）2月      |                        |
| 15 | 市村辰之助   | 大正12年（1923年）3月      | 大正13年（1924年）12月     |                        |
| 16 | 八谷サトシ   | 大正13年（1924年）12月     | 大正15年（1926年）6月30日  | 郡役所廃止により、廃官 |